# E venne chiamata Due Cuori
E venne chiamata Due Cuori (titolo originale: Mutant Message Down Under) è un romanzo di Marlo Morgan in cui l'autrice racconta la sua esperienza di viaggio attraverso il deserto australiano, dopo aver vissuto con gli aborigeni australiani. È stato un best seller internazionale (ha venduto più di un milione di copie negli Stati Uniti d'America  e più di 600 000 in Italia), ma è anche stato al centro di numerose controversie riguardanti la veridicità dei fatti narrati nel libro.

## Controversie

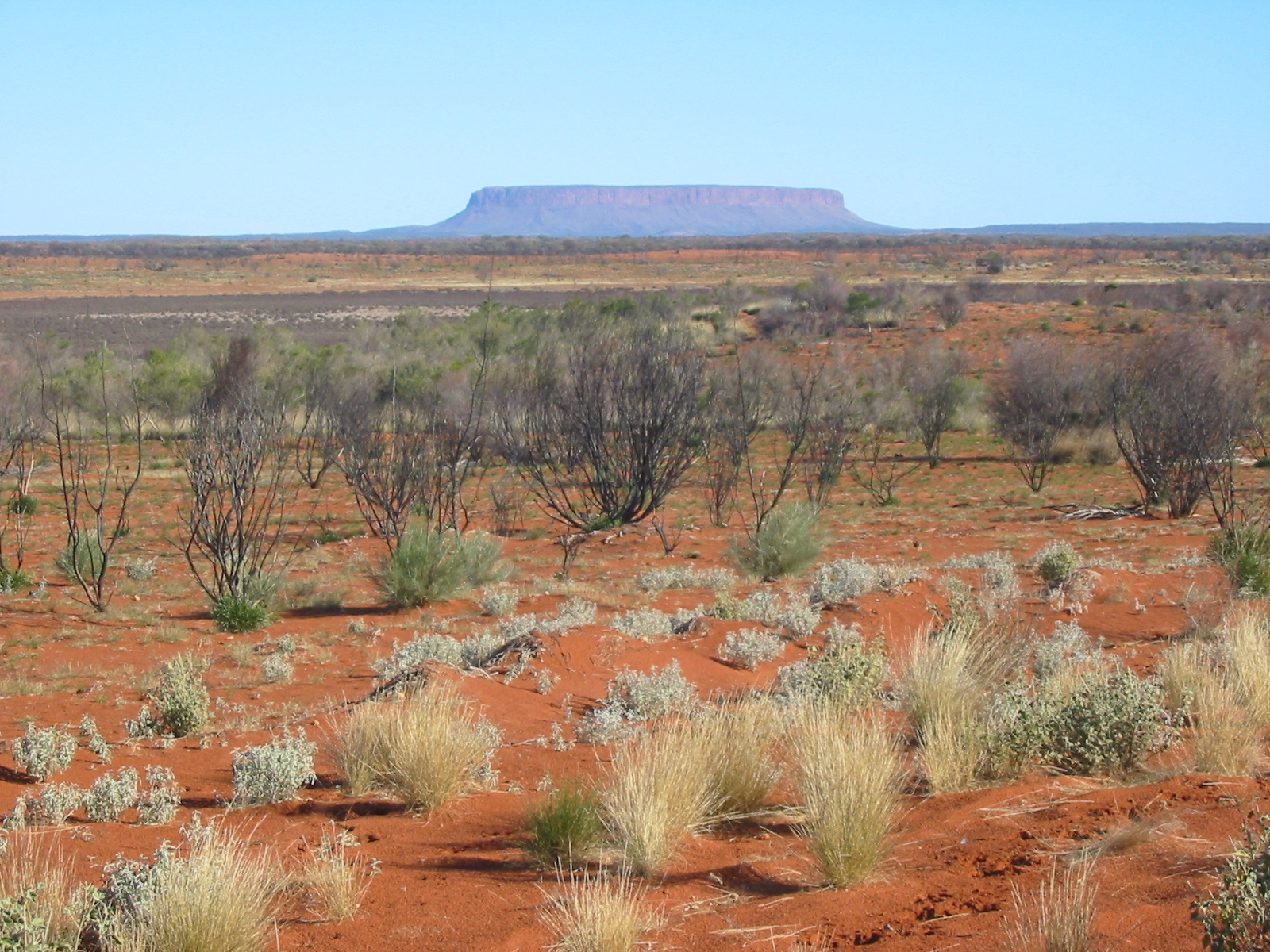
Il deserto australiano, ambientazione del romanzo

In seguito alla pubblicazione del libro furono avanzati numerosi dubbi sulla veridicità dei fatti raccontati dall'autrice.
Già nel 1992, a seguito di un'inchiesta giornalistica, furono raccolte alcune testimonianze che negavano la veridicità del racconto; Leon Brosnan, proprietario della farmacia di Brisbane in cui Marlo Morgan aveva lavorato, dichiarò: “Sono certo che non è stata rapita prima che lavorasse per me [...] e dopo che ha lavorato per me è partita per Sydney ed è tornata in America. Non ci possono essere stati quattro mesi di tempo in cui affrontare il viaggio nel deserto.” Nola Rae, amica di Morgan quando lei viveva a Brisbane, dichiarò: “Io e Morgan parlammo a lungo di spiritualità, ma Morgan non accennò mai ad una camminata nel deserto.” In seguito Morgan scrisse a Rae una lettera riguardo un'esperienza che le cambiò la vita in Australia, ma questa esperienza non riguardava gli aborigeni o una camminata.
Le polemiche maggiori arrivarono però quando la United Artists acquistò i diritti del libro per trarne un film. A quest'annuncio, nel 1996 otto aborigeni «anziani» partirono per gli Stati Uniti per impedire la realizzazione del film, sostenendo che il libro contenesse falsità e fosse quindi dannoso per la cultura aborigena. La spedizione ottenne il risultato sperato e il film non venne prodotto.
Marlo Morgan presentò allora le sue scuse agli aborigeni sulle pagine del giornale Weekend Australian. Durante un incontro con gli aborigeni «anziani» ha anche ammesso che il libro contiene fatti romanzati. Da allora le edizioni successive del libro annotano che si tratta di un romanzo e non contiene fatti reali.

## Incongruenze nel racconto
Il libro contiene una (poco accurata) descrizione della cultura e del modo di vivere degli aborigeni australiani, a cui vengono attribuiti usi e costumi degli indiani d'America (nomi, ornamenti, etc).
Di seguito sono riportate alcune delle principali incongruenze nel racconto di Morgan.
- Contrariamente a quanto descritto dal libro, gli aborigeni non si dipingono il corpo con disegni di fiori o animali, non usano piume di pappagallo come ornamenti per i capelli[10] e non hanno braccialetti piumati o piatti sul petto realizzati con pietre e semi. I braccialetti descritti da Morgan sono diffusi nell'area di Kimberley e nel resto del nord dell'Australia, non nell'area del deserto.[8]
- Gli aborigeni descritti da Morgan indossano vestiti durante il viaggio e trasportano con loro pelli, strumenti musicali, utensili da cucina e altra attrezzatura, che nella realtà non viene mai trasportata.[9]
- Durante la descrizione della cottura di un canguro vengono mescolate parti reali e parti inventate. Ad esempio nel libro troviamo scritto “La testa fu tagliata [...] un piccolo contenitore d'acqua fu piazzato in un angolo del buco profondo",[8] ma nessun aborigeno sprecherebbe acqua nel deserto per cuocere del cibo.

## Edizioni
- Marlo Morgan, E venne chiamata Due Cuori, collana Sonzogno Libri Oro, RCS, 2005,  p. 224, ISBN 978-88-486-0312-6.